# Giambattista Marino

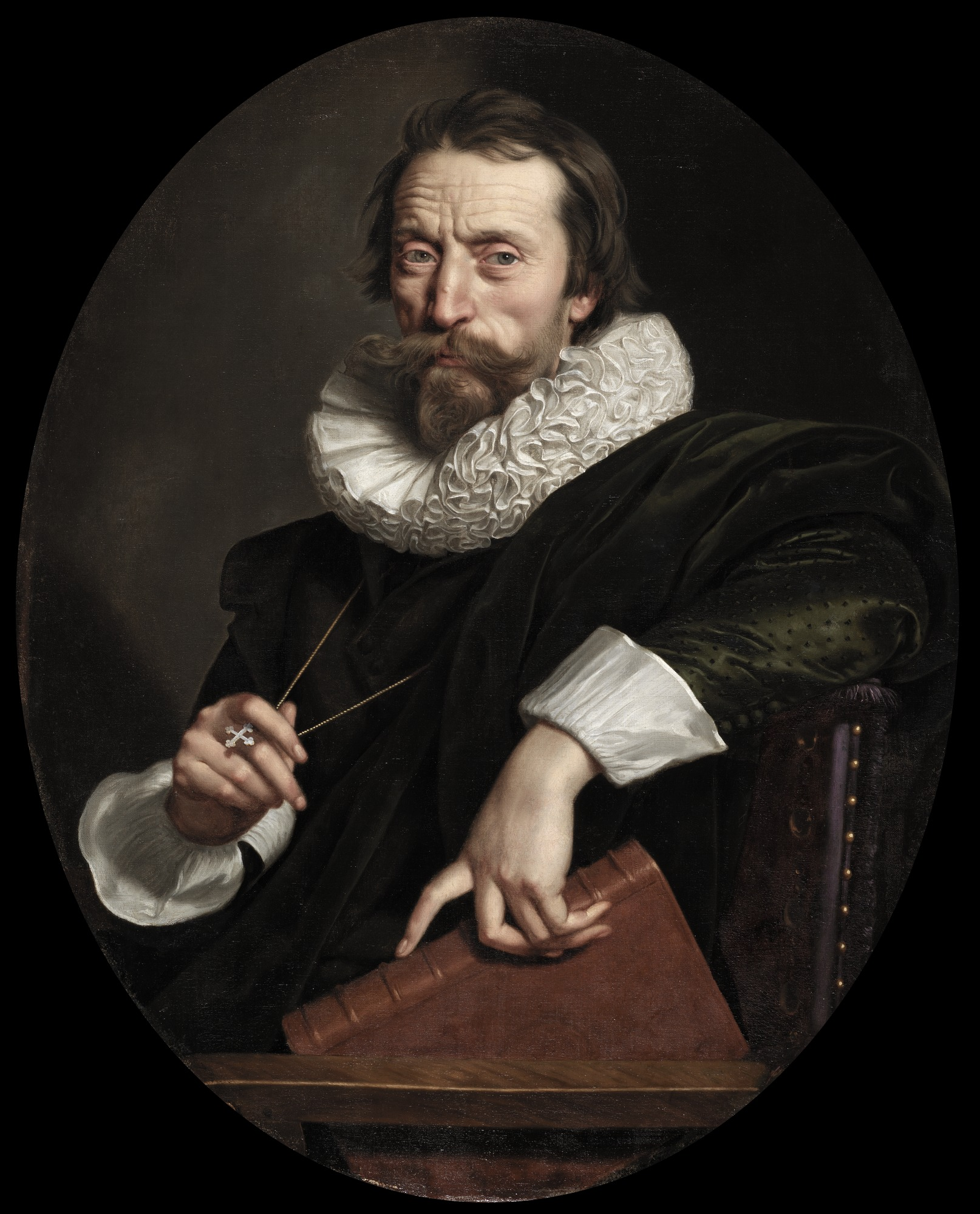
Giovanni Battista Marino

Giambattista Marino, auch Giovan Battista Marino (* 14. Oktober 1569 in Neapel; † 25. März 1625 ebenda) war ein italienischer Dichter der Barockzeit.

## Leben
Marino lebte als Protegé des Kardinals Aldobrandini in Rom, Ravenna und Turin. 1615 wurde er von Maria de’ Medici an den Hof Ludwigs XIII. nach Paris berufen. 1622 lernte er den jungen Nicolas Poussin kennen, den er förderte, und der für ihn sechzehn Federzeichnungen zu den Metamorphosen des Ovid bzw. seinem Epos L’Adone herstellte. Sein 1623 noch in Paris erschienenes Epos L’Adone schildert in 45.000 eleganten Versen die Liebesgeschichte von Venus und Adonis.
Noch im selben Jahre kehrte er nach Rom zurück, wo er ebenfalls große Erfolge erzielte. Obwohl er in Kardinal Pietro Aldobrandini, dem Herzog Karl Emanuel I. von Savoyen und Maria de’ Medici wichtige Gönner hatte, war er in so viele Streitigkeiten verwickelt, dass er mehrmals ins Gefängnis geworfen wurde.
Marino war Mitglied der neapolitanischen Accademia degli Svegliati und der Accademia degli Umoristi in Rom.
Er liegt in der Krypta der Kirche Santi Apostoli in Neapel begraben.

## Einfluss
Der von Marino gepflegte kunstvolle, mit Bildern und Metaphern beladene Stil, der in der Dichtung des Barock viele Bewunderer und Nachahmer fand, wird als „Marinismus“ bezeichnet. Die spanische Spielart des Marinismus heißt nach dem spanischen Dichter Luis de Góngora (1561–1627) Gongorismus, die englische Spielart heißt Euphuismus nach dem Roman Euphues, or the Anatomy of Wit (1578) von John Lyly (1554–1606). In Deutschland wirkte er durch seine „schwülstigen“ Werke insbesondere auf Christian Hoffmann von Hoffmannswaldau, Daniel Casper von Lohenstein und Diederich von dem Werder ein. Noch Barthold Heinrich Brockes übertrug 1715 seinen Bethlehemitischen Kindermord in deutsche Verse.
Am Ende des 17. Jahrhunderts wurde Marinos Stil von den Mitgliedern der römischen Accademia dell’Arcadia jedoch bereits wegen seiner Künstlichkeit kritisiert.

## Werke
- La Lira. 1608–1614.
- La Galeria. 1619.

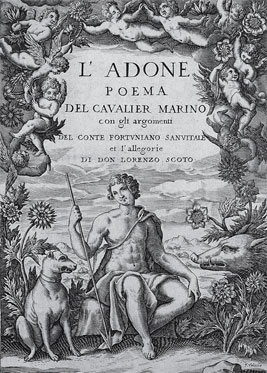
Titelblatt von L’Adone

  - Zweisprachige Teilausgabe übersetzt und ausgewählt von Christiane Kruse und Rainer Stillers unter Mitarbeit von  Christine Ott, mit Anmerkungen und einem Nachwort; Dieterich’sche Verlagsbuchhandlung, Mainz 2009, ISBN 978-3-87162-070-6.
- L’Adone. 1623.
- La strage degli innocenti. 1633.

## Literatur

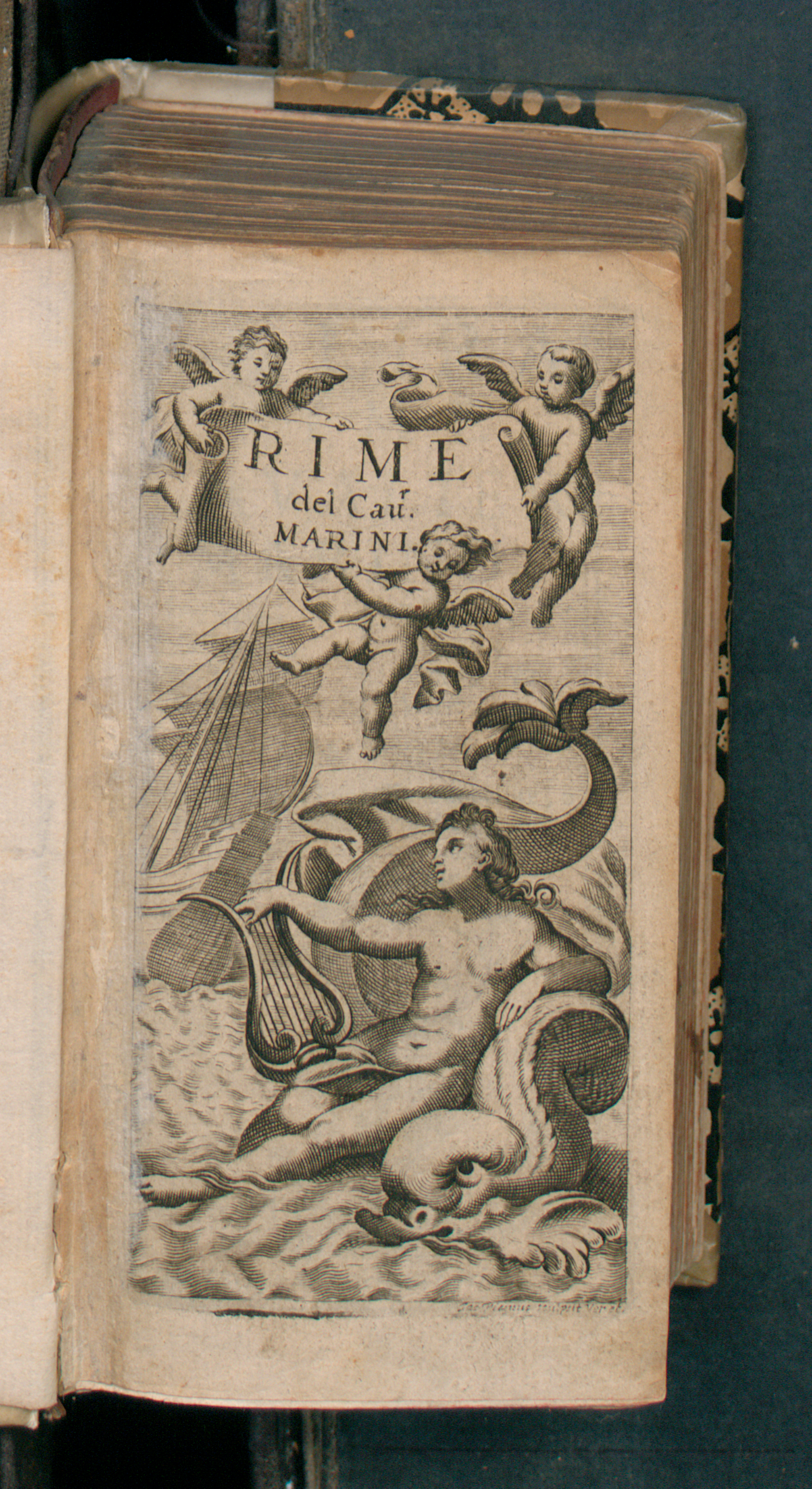
Lira, 1674